# Бомбардировка Пирея (1944)
Бомбардировка Пирея (греч. Ο βομβαρδισμός του Πειραιά) — серия трёх бомбардировок греческого города Пирей, осуществлённых Военно-воздушными силами Армии США и Королевскими военно-воздушными силами Великобритании 11 января 1944 года во время Второй мировой войны. В результате бомбардировок был разрушен исторический центр города и несколько жилых кварталов. Число погибших среди гражданского греческого населения по разным оценкам колеблется от 700 до 800, в то время как немецкие войска потеряли убитыми только 8 солдат. Учитывая несозмеримые потери гражданского населения против потерь оккупационных сил и тот факт, что разрушению подверглись в основном гражданские, а не военные, объекты, вопрос о том, была ли бомбардировка вызвана военной необходимостью, или преследовала другие цели, по сегодняшний день является предметом дискуссий.

## Предыстория
В ходе греко-итальянской войны (1940—1941) Пирей 23 раза подвергся налётам итальянской авиации.
Самым серьёзным из них был налёт 5 ноября 1940 года. Однако итальянские налёты не идут ни к какое сравнение с последующими немецкими, а затем союзными налётами. Война с итальянцами была победной для греческой армии, которая перенесла военные действия на территорию Албании.
6 апреля 1941 года на помощь итальянцам пришла Гитлеровская Германия, которая вторглась на территорию Греции из союзной немцам Болгарии.
Афины не подверглись бомбардировке Люфтваффе, из-за подчёркнутого уважения, которое немцы высказывали к памятникам греческой столицы. Но это не распространялось на её близлежащий город-порт Пирей. Пирей подвергся бомбардировке Люфтваффе с первого же дня немецкого вторжения, в ночь с 6 на 7 апреля.
Немцы сконцентрировали своё внимание на сам порт Пирея. Наибольший ущерб городу причинил взрыв стоявшего в порту британского парохода SS Clan Fraser, на борту которого было до 350 тонн TNT. С этого дня и до вступления немцев в город (27 апреля 1941) Пирей подвергался бомбардировке непрерывно. В течение 20 дней было совершено 55 налётов на город, то есть 2-3 налёта в день.
С другой стороны, после начала оккупации и до освобождения города частями Народно-освободительной армии Греции (ЭЛАС) в октябре 1944 года, город подвергся 161 налётам союзной авиации, самым разрушительным из которых была бомбардировка 11 января 1944 года.

## Бомбардировка Пирея 11 января 1944 года

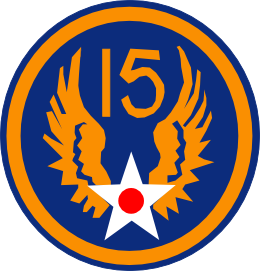
Эмблема 15-й USAAF

Профессор Зисис Фотакос, преподающий морскую историю в Военно-морской академии Пирея, считает, что бомбардировка города 11 января 1944 года была частью опытной интенсификации союзных бомбардировок, предпринятых с конца 1943 года в Средиземноморье, в силу его хороших погодных условий и относительно малой концентрации истребительной авиации стран Оси.
Как следует из досье WO 252/1428-1431 британских государственных архивов, англичане располагали детальной и, как правило, верной информацией о транспортной и промышленной инфраструктуре оккупированной Греции и, в особенности, Пирея, который являлся её промышленным сердцем и главными морскими воротами страны.
Это объясняет 161 союзных воздушных налётов на Пирей, но с малым материальным ущербом и малыми людскими потерями. Капитуляция Италии в сентябре 1943 года предоставила союзникам возможность использовать аэродромы Южной Италии для интенсификации воздушных бомбардировок на территории Греции.
Утром 11 января 1944 года большая группа американских бомбардировщиков Boeing B-17 Flying Fortress из американской 15-й авиационной армии (Fifteenth Air Force — 15th AF), вылетела с аэродрома итальянского города Фоджа, в сопровождении истребителей Lockheed P-38 Lightning.
Американская группа воспользовалась густой облачностью на всём протяжении полёта и, не без потерь в силу ограниченной видимости, приблизилась к Пирею.
Между 12.35 и 13.43 группа американских бомбардировщиков обрушила на город как минимум 100 бомб, половина которых уничтожила исторический центр города.
В тот же день последовали ещё два налёта, первый между 19.22 и 21.40, а второй между 21.57 и 23.15. Два последних налёта были совершены британскими бомбардировщиками.
Англичане поразили большее число военных целей, нежели американцы, но своей бомбёжкой прервали поиски выживших и раненных в руинах зданий, пострадавших в результате первой бомбардировки. Как следствие, к числу погибших после первого налёта прибавились горожане умершие от удушья и ран в руинах зданий.

## Число погибших

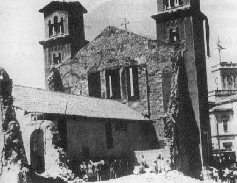
Разрушенная бомбардировкой церковь Святой Троицы

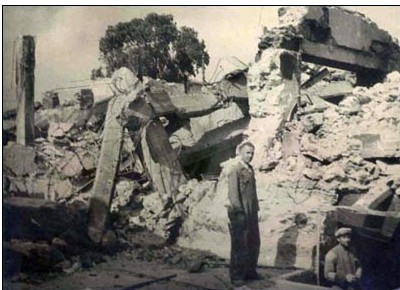
Разрушенная бомбардировкой станция межгородской железной дороги Пирей — Афины

С первого же дня после бомбардировки, оккупационные власти вели речь о 1-2 тысячах убитых среди гражданского населения. Точной цифры людских потерь нет и по сегодняшний день, поскольку погибших хоронили несколько дней и на разных кладбищах, к тому же многие не были опознаны. С лёгкой руки историка Димитриса Сервоса, пережившего бомбардировку, в мидиа часто повторяется, что число погибших среди гражданского населения достигает 5500 человек.
Однако имеются оговорки, что эта цифра является результатом тривиальной опечатки.
Цифры в 700—800 погибших горожан принята большинством исследователей.
Эти цифры обоснованы поимённым списком 492 людей захороненных на пирейском Кладбище Вознесения, учитывает умерших в следующие дни раненных, которые были похоронены на 2-м и 3-м кладбищах Афин, а также неизвестное число людей оставшихся под завалами и людей тайно похороненных родственниками. Последние, не заявляя о смерти членов своей семьи, могли использовать их продовольственную карточку на 30 граммов хлеба, что было следствием пережитого горожанами великого голода.
Но и эта цифра в 700—800 погибших была большой и, в определённой степени, объясняется тем, что пирейцы не сразу бросились в бомбоубежища после звуков сирены воздушной тревоги, полагая что это такая же учебная тревога как и тревога сыгранная утром того же дня.
Среди массовых потерь выделяется гибель 85 учениц и 15 учительниц Профессионального училища Пирея, 70 посетителей ресторана Вирвоса, клиентов гостиницы «Континентал» и др.
Среди счастливчиков этого дня были заключённые в тюрьме Касторос борцы Греческого Сопротивления. В ходе бомбардировки охрана оставила свои посты, что позволило заключённым совершить массовый побег:36.

## Оценки бомбардировки
Тот факт, что поражению и разрушению подверглись не военные, а гражданские объекты, и что погибло практически только гражданское население, вызвали закономерный гнев, печаль и недоумение греческого народа по отношению к союзникам.
Событие было немедленно использовано немецкой пропагандой и является предметом дискуссий по сегодняшний день.

### В оправдание бомбардировки
Исследователь Ставрос Малагонярис делает акцент на том, что сами лётчики 301-й британской группы бомбардировщиков, из своих соображений, именуют налёт на Пирей 11 января катастрофой (disaster). Эта фраза, повторяемая в их рапортах, завершает картину «кровавого, но и самого неудачного налёта союзной авиации».
Малагонярис пишет, что в течение десятилетий оставался безответным неумолимый вопрос: Эта катастрофическая бомбардировка была преднамеренной акцией союзников или их полной ошибкой? Он же подчёркивает, что союзные самолёты, не войдя даже в какое либо противоборство с немецкими самолётами, понесли огромные потери, поскольку в силу густой облачности и нулевой видимости сталкивались между собой. Так были потеряны 6 американских и 8 британских бомбардировщиков, плюс 2 истребителя.
Малаганярис приводит и американские рапорты: «Стратегическая деятельность 15-й воздушной армии: Β-17 в сопровождении P-38 бомбили порт Пирея, разрушили 8 немецких самолётов, 6 Β-17 были потеряны после столкновений в густых облаках.»
Более информативными были британские отчёты о потерях 301-й группы бомбардировщиков. В английских отчётах присутствуют фразы «видимость не далее закрылок, что делало трудным, если не невозможным, рассмотреть другие самолёты. Наблюдалось также обледенение. Это были тяжёлые условия и для „одиноких“ самолётов и исключительно опасные для соединений бомбардировщиков». За 19 минут до выхода на цель британские самолёты начали «воздушный бой» между собой. John Wallace, в своём рапорте, на следующий день описывал как в результате столкновения были потеряны 5 бомбардировщиков 301-й и 2 бомбардировщика 97-й групп. Аналогичны рапорты пилотов William Bates и Felton Pullin, которые пишут о столкновениях самолётов при «облачности 10/10».
Малагонярис пишет, что в этих условиях бомбардировка центра Пирея вероятно была произведена «вслепую», наугад! Ту же оценку даёт и Г. Хадзиманолакос, который пишет что бомбардировка «была и неэффективной и бессмысленной, поскольку бомбы, в особенности с американских самолётов не поразили никакой цели […] бомбили город не поражая никакой военной цели, так, наугад […]». При этом Малагонярис приводит заявления ветеранов 301-й группы бомбардировщиков RAF, что «лучшая подготовка, лучшая связь, бо́льшая удача и может быть разумный поворот на 360 градусов могли бы избежать этой трагедии».
С другой стороны С. Бинярис утверждает, что население Пирея было извещено о предстоящем налёте радиостанцией Лондона. Он же приводит свидетельство, что перед началом бомбардировки американские бомбардировщики сделали над городом круг, с тем чтобы дать населению время укрыться в убежищах.
Негативные последствия бомбардировки для Пирея не исчерпываются людскими потерями и разрушенным историческим центром. Большая часть населения Пирея бежала в Афины, которые были объявлены открытым городом. Профессор Фотакис, без приведения каких либо данных, пишет о упадке этого промышленного и морского порта страны в последние месяцы войны, и на основании этого своего утверждения делает оправдывающий вывод о эффективности союзного воздушного налёта. Фотакис считает, что минимальные потери понесённые немецкими войсками (8 человек), а также немецкими истребителями, которые не проявили особого военного духа против союзных самолётов, видимо следуя инструкциям Геринга, не лишает результативности союзной операции в Пирее.

### В обвинение бомбардировки
Бомбардировка Пирея 11 января 1944 года по сегодняшний день вызывает вопросы и обвинения в адрес союзников. Бомбардировка была произведена в полдень, когда население города находилось на улицах города:37) Бомбардировке подверглись жилые «народные» кварталы города (Каминиа, Гува, Хадзикирьякио, Фалер, Пирейский полуостров, Идреика, Вриони, центр Пирея). Напротив, бомбардировке не подверглись собственно военные цели, как то аэродром, военно-морская база (оставленная греческим флотом в 1941 году) и использованная немцами, верфь в Перама, где немцы наладили производство железобетонных плавсредств, немецкие склады топлива и боеприпасов.
Как следствие потери среди гражданского населения и оккупационных сил были несоизмеримы.
Погибли как минимум 700—800 человек греческого гражданского населения и только 8 (восемь !) немецких солдат.:36. Историк Димитрис Сервос пережил бомбардировку и принадлежит к той категории историков, которые считают что бомбардировка 11 января 1944 года не преследовала никакой военной цели. Сервос пишет, что бомбардировка крупнейшего города-порта союзной страны, за несколько месяцев до его ожидаемого освобождения силами Народно-освободительной армии Греции (ЭЛАС), была только демонстрацией военной мощи и, косвенным образом, устрашения ЭЛАС и греческого Сопротивления левой ориентации:37.
После Освобождения, декабрьских боёв  ЭЛАС против британских войск и последовавшей гражданской войны  (1946—1949) долгие годы тема бомбардировки Пирея не затрагивалась, оставляя открытым также вопрос чьи авиационные силы произвели бомбардировку. Лишь поднятая из моря в семидесятые годы «летающая крепость» и несколько американских бомб подтвердили, что (первая) разрушительная бомбардировка была произведена американскими «летающими крепостями»:37.
В своей работе о роли ВМФ Греции во Второй мировой войне, контр-адмирал Сотирис Георгиадис отмечает, что во время бомбардировки Пирея, непонятно зачем, подверглась бомбардировке и была полностью разрушена недостроенная и заброшенная с началом войны, потенциально основная военно-морская верфь Греции, которая находилась в 15 км от Пирея, в Скараманга.
Не оставляют без внимания события 11 января 1944 года и неонацисты партии Золотая Заря. Они напоминают заявление сделанное марионеточным премьер-министром Иоаннисом Раллисом сразу после бомбардировки Пирея. Раллис заявил о «убийстве союзниками 1.000 греков и ранении ещё большего числа, в то время как порту города был нанесён незначительный ущерб». Раллис осудил этот налёт «беспрецедентной дикости», характеризуя действия союзных самолётов «неслыханным преступлением».
В ответ на заявление Раллиса, эмиграционное правительство в Каире, вместо того чтобы выразить своё сожаление о ошибочном действии союзников, как считает Золотая Заря, обрушилось на Раллиса и одновременно заявило что «операция была успешной».
Не скрывая своих симпатий, Золотая Заря утверждает, что «послевоенный режим антигреческих левых и правых партий», сознательно замалчивает преступление наших «союзников». Золотая Заря считает, что освещение этого события «не соответствует политкорректности, которую насадила номенклатура сионизма, которая правит Отечеством, поскольку конкретное преступление дело рук не плохих немцев, но хороших союзников». Золотая заря считает, что бомбардировка Пирея является преступлением масштабов Резни в Калаврите  и Резни в Дистомо. Заявление завершается фразой «для фальсификаторов истории немыслимо, поставить на тот же постамент бесчеловечности цивилизованных американцев и англичан, рядом с человекообразными зверями, немцами».

## Нацистская пропаганда

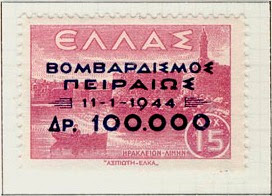
Проштампованная оккупационная марка в память о бомбардировке Пирея

Оккупационные власти использовали бомбардировку Пирея 11 января 1944 года в своей пропаганде в полной мере. Кроме своих статей в прессе и освещения события на радио, 11 июня 1944 года они издали серию 10 мемориальных пропагандистских марок, на каждой из которых крупным шрифтом было напечатано «Бомбардировка Пирея».

## Память
Греческое государство не удостоило жертв бомбардировки 11 января 1944 года ни одним памятником.
Напротив музыканты стиля ребетика посвятили им известную в народе песню:

Пирей они разрушили и Троицу Святую